# 東松本
東松本（ひがしまつもと）は、東京都江戸川区の町名。現行行政地名は東松本一丁目および東松本二丁目。住居表示実施済み区域である。

## 地域
隣接する地域は、北および東は南小岩一・五丁目、南は鹿骨四・五・六丁目、西は新中川を挟んで対岸に松本二丁目。東松本二丁目3番地の北側1区画は鹿骨町。
江戸川区北東部に位置する。地区の西辺を新中川と接する。町域はカタカナの「ト」の字の形をしており、1画目に当たる南北に細長い部分が東松本二丁目、2画目に当たる北西 - 南東に斜めの部分が同一丁目である。新中川に接するのは同二丁目のほうである。

### 地価
住宅地の地価は、2025年（令和7年）1月1日の公示地価によれば、東松本2-5-7の地点で30万円/m2となっている。

## 地名の由来
旧来の「松本村」に由来。松本の東に位置していることから。

## 歴史
- 1992年（平成4年）8月10日 - 住居表示実施により松本町、興宮町の各一部から東松本一・二丁目が成立 [6]。

## 世帯数と人口
2025年（令和7年）1月1日現在（江戸川区発表）の世帯数と人口は以下の通りである。
| 丁目         | 世帯数    | 人口    |
| ------------ | --------- | ------- |
| 東松本一丁目 | 836世帯   | 1,723人 |
| 東松本二丁目 | 559世帯   | 1,163人 |
| 計           | 1,395世帯 | 2,886人 |

### 人口の変遷
国勢調査による人口の推移。
| 年                 | 人口  |
| ------------------ | ----- |
| 1995年（平成7年）  | 3,033 |
| 2000年（平成12年） | 2,935 |
| 2005年（平成17年） | 3,014 |
| 2010年（平成22年） | 3,096 |
| 2015年（平成27年） | 3,069 |
| 2020年（令和2年）  | 2,941 |

### 世帯数の変遷
国勢調査による世帯数の推移。
| 年                 | 世帯数 |
| ------------------ | ------ |
| 1995年（平成7年）  | 1,085  |
| 2000年（平成12年） | 1,138  |
| 2005年（平成17年） | 1,191  |
| 2010年（平成22年） | 1,258  |
| 2015年（平成27年） | 1,253  |
| 2020年（令和2年）  | 1,287  |

## 学区
区立小・中学校に通う場合、学区は以下の通りとなる(2025年4月時点)。なお、江戸川区では学校選択制度を導入しており、区内全域から選択することが可能。
| 丁目         | 番地 | 小学校                   | 中学校                   |
| ------------ | ---- | ------------------------ | ------------------------ |
| 東松本一丁目 | 全域 | 江戸川区立鹿骨松本小学校 | 江戸川区立小岩第五中学校 |
| 東松本二丁目 | 全域 | 江戸川区立鹿骨松本小学校 | 江戸川区立小岩第五中学校 |

## 事業所
2021年（令和3年）現在の経済センサス調査による事業所数と従業員数は以下の通りである。
| 丁目         | 事業所数 | 従業員数 |
| ------------ | -------- | -------- |
| 東松本一丁目 | 50事業所 | 207人    |
| 東松本二丁目 | 34事業所 | 470人    |
| 計           | 84事業所 | 677人    |

### 事業者数の変遷
経済センサスによる事業所数の推移。
| 年                 | 事業者数 |
| ------------------ | -------- |
| 2016年（平成28年） | 94       |
| 2021年（令和3年）  | 84       |

### 従業員数の変遷
経済センサスによる従業員数の推移。
| 年                 | 従業員数 |
| ------------------ | -------- |
| 2016年（平成28年） | 501      |
| 2021年（令和3年）  | 677      |

## 交通

### 公共交通
鉄道
町域内に鉄道駅は存在しない。さらに至近の駅から1km以上離れた鉄道空白地帯に町域のすべてが当たる。以下に最寄駅を挙げる。
- 東日本旅客鉄道（JR東日本）
  - 総武線：小岩駅（南小岩）

路線バス
- 京成バス小76系統が鹿本通りを走り、小岩駅と瑞江駅または一之江駅・葛西駅を結んでいる。

### 道路・橋梁
道路
- 国道14号（千葉街道）
- 鹿本通り

橋梁
- 小岩大橋
- 松本橋

## 施設
公園・スポーツ・レクリエーション
- 鹿本親水緑道

## 史跡
- 泰燿寺

## その他

### 日本郵便
- 郵便番号 : 133-0071[3]（集配局 : 小岩郵便局[18]）。